# Concattedrale di Monzón
La concattedrale di Santa Maria del Romeral (in spagnolo: Concatedral de Santa María del Romeral de Monzón) si trova a Monzón, in Spagna, ed è la concattedrale della diocesi di Barbastro-Monzón.

## Storia
L'edificio è stato costruito tra la fine del XII secolo e l'inizio del XIII secolo su una precedente chiesa consacrata nel 1098. Per tutto il Medioevo ha ospitato più volte i tribunali del Regno di Aragona. Nel corso del XVII secolo sono stati effettuati una serie di lavori nel tempio, che hanno comportato la perdita del chiostro romanico e la costruzione della cripta e del campanile attuale in stile barocco e moresco. Nel 1904 è stato installato un nuovo orologio nella torre campanaria.
Nel 1995 la chiesa è stata elevata a concattedrale della diocesi di Barbastro-Monzón.